# Vespertiliavus
Il vespertiliavo (gen. Vespertiliavus) è un pipistrello estinto. Visse tra l'Eocene medio e l'Oligocene superiore (circa 45 - 28 milioni di anni fa) e i suoi resti fossili sono stati ritrovati in Europa.

## Descrizione
Questo animale doveva assomigliare molto agli odierni pipistrelli della famiglia Emballonuridae, come Taphozous o Emballonura. Come questi, Vespertiliavus possedeva una sutura nasale anteriore parzialmente fusa e notevoli solchi sviluppati nella regione nasofrontale. Al contrario degli emballonuridi odierni, tuttavia, Vespertiliavus era dotato di un cranio appiattito e terminante in un muso stretto a forma di tubo. La dentatura era insolita, in particolare nella specie V. gerscheli; a seconda degli esemplari variava da nyctalodonte, myotodonte o submyotodonte (Sigè, 1995). Altre specie, invece, possedevano una dentatura marcatamente nyctalodonte (Maitre, 2008).

## Classificazione
Il genere Vespertiliavus venne istituito nel 1887 da Schlosser, per accogliere alcune specie di pipistrelli descritte in precedenza e provenienti dalle fosforiti di Quercy, in Francia. La specie tipo è Vespertiliavus bourguignati, descritta per la prima volta da Filhol nel 1877 e proveniente dall'Eocene superiore. Terreni più antichi (Eocene medio) hanno restituito i fossili della specie V. lapradensis (Sigé, 1990).
Vespertiliavus è considerato uno dei più antichi e basali rappresentanti della famiglia degli emballonuridi, un gruppo di pipistrelli attualmente rappresentati da numerose specie africane, asiatiche e australiane. Affine a Vespertiliavus doveva essere Tachypteron, rinvenuto nell'Eocene medio della Germania. Un altro pipistrello rinvenuto a Quercy era invece il grande Necromantis, dalle attitudini predatorie.

## Paleobiologia e paleoecologia
La notevole variabilità intraspecifica di Vespertiliavus gerscheli, soprattutto per quanto riguarda la dentatura, indica che in questo genere vi era una condizione instabile a livello genetico, e che forse  questa condizione favoriva un'evoluzione adattativa causata da condizioni ambientali in cambiamento (Sigé, 1995). Vespertiliavus, verosimilmente, era un pipistrello che si cibava di insetti.